# محمد عامر (سياسي مغربي)
محمد عامر (مواليد 1959، دبدو) هو سياسي مغربي ينتمي إلى حزب الاتحاد الاشتراكي للقوات الشعبية. بين عامي 2007 و2012، شغل منصب الوزير المنتدب لدى الوزير الأول، المكلف بالجالية المغربية المقيمة بالخارج، في حكومة عباس الفاسي. يشغل حاليًا منصب سفير المغرب لدى بلجيكا.

## مسيرته
وُلد عامر سنة 1959 في دوار لكرانزة التابع للجماعة الترابية سيدي علي بلقاسم، دائرة دبدو.
حصل على درجة البكالوريوس في الجغرافيا من كلية الآداب والعلوم الإنسانية بفاس عام 1979. ثم حصل على دكتوراه الدولة من جامعة تولوز جان جوريس سنة 1989 في التخطيط الحضري، ودرجة الدكتوراه السلك الثالث في الجغرافيا والتخطيط من الجامعة نفسها.
شغل سنة 2002 منصب الأمين العام لوزارة التخطيط العمراني والمياه والبيئة.
بين عامي 1998 و2002، شغل منصب الأمين العام لوزارة التخطيط الإقليمي وتخطيط المدن والإسكان والبيئة.
وكان عضوا في مجلس النواب وعضوا في مكتب المجلس (1993-1998). وهو عضو في المكتب الوطني للاتحاد الاشتراكي للقوات الشعبية.
ألّف عددا من المقالات والمنشورات حول مسائل المدن والتنمية الإقليمية، وهو عضو في العديد من شبكات البحوث على الصعيدين الوطني والدولي، وعضو في جمعية الجغرافيين المغاربة، وعضو المجلس الوطني للاتحاد الاشتراكي للقوات الشعبية، ومُشارك في العديد من الفعاليات والمؤتمرات العلمية الوطنية والدولية.
في 15 أكتوبر 2007، تم تعيينه وزيرًا منتدبا لدى الوزير الأول، المكلف بالجالية المغربية المقيمة بالخارج، في حكومة عباس الفاسي.